# Sîlne, Liuboml
Sîlne (în ucraineană Си́льне) este un sat în comuna Zhoranî din raionul Liuboml, regiunea Volînia, Ucraina.

## Demografie
Componența lingvistică a localității Sîlne
     Ucraineană (99,58%)
     Alte limbi (0,42%)
Conform recensământului din 2001, majoritatea populației localității Sîlne era vorbitoare de ucraineană (99,58%), existând în minoritate și vorbitori de alte limbi.